# Misión Biológica de Galicia

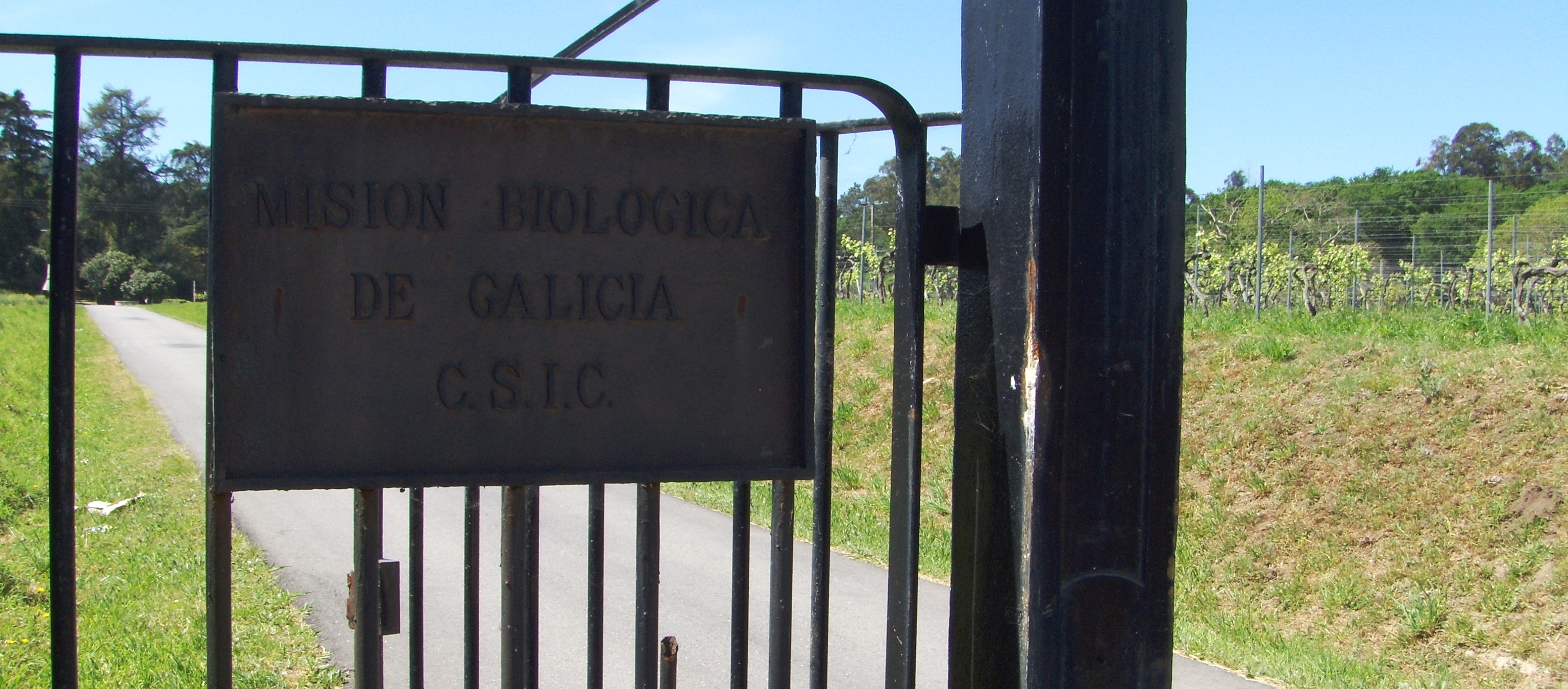
Misión Biológica de Galicia (C.S.I.C.).
Placa en la entrada a la parcela.

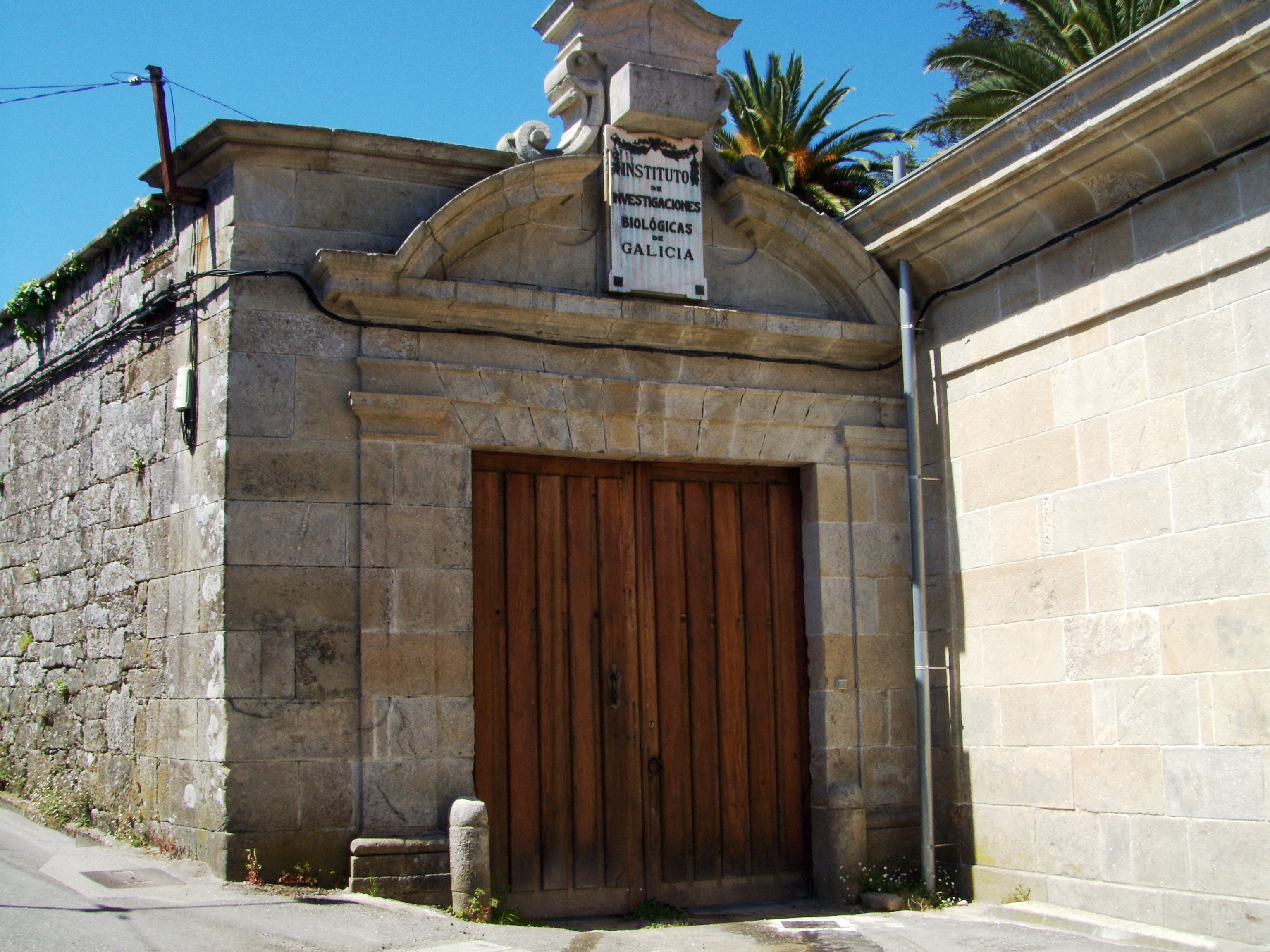
Una de las puertas del pazo.

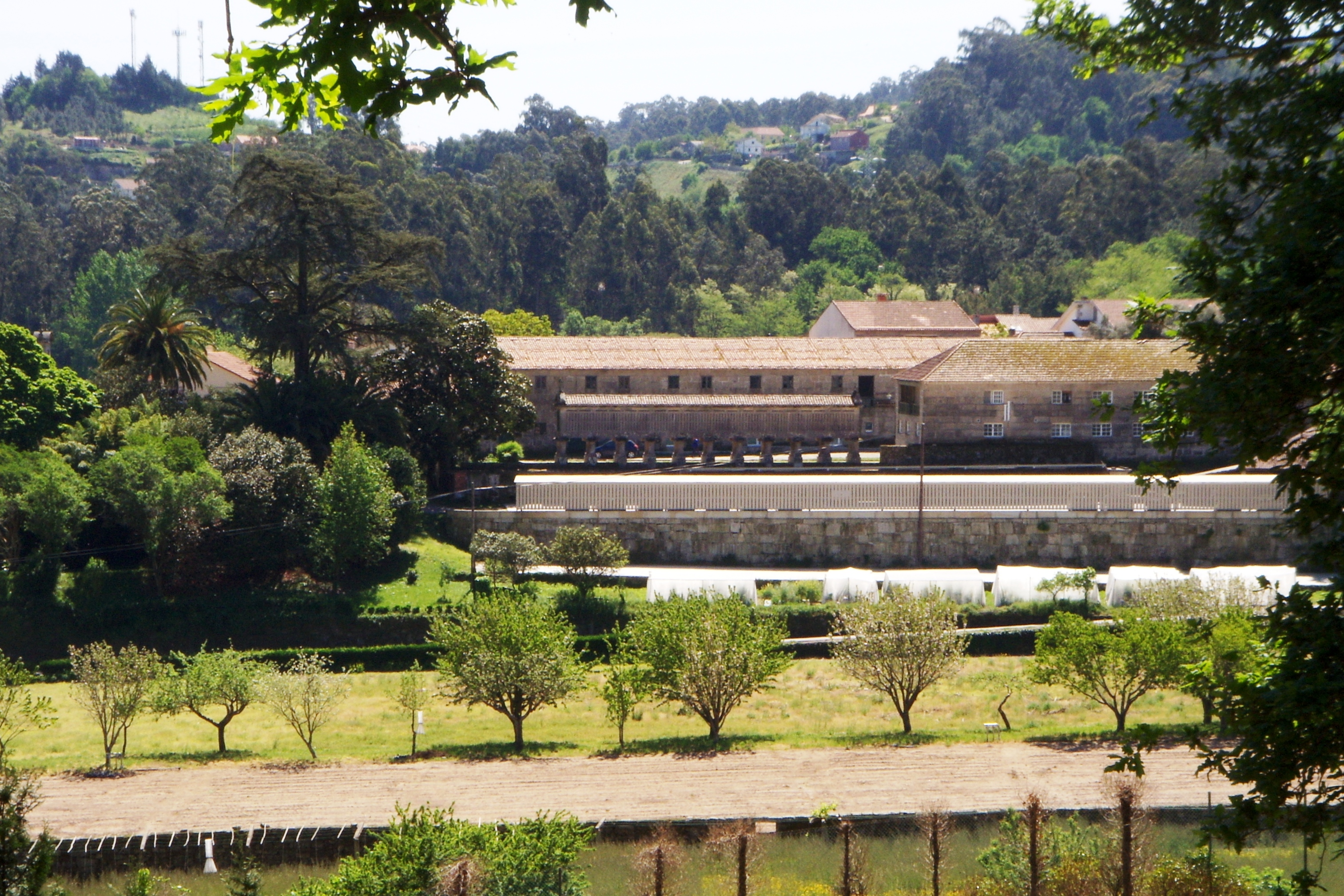
Vista parcial de los terrenos del pazo.

La Misión Biológica de Galicia es un centro del Consejo Superior de Investigaciones Científicas situado en la parroquia de Salcedo en el ayuntamiento de Pontevedra. En la actualidad cuenta con 13 científicos y 7 investigadores postdoctorales entre su personal. Sus instalaciones constan de tres edificios principales y varios secundarios, dispuestos en una parcela de doce hectáreas propiedad de la Diputación de Pontevedra. La financiación de la Misión Biológica proveen fundamentalmente de los presupuestos generales del Estado y de la Diputación de Pontevedra.
La Misión Biológica de Galicia fue creada por la Junta para Ampliación de Estudios e Investigaciones Científicas en abril de 1921 y junto con  Laboratorio de Biología del Museo de Ciencias Naturales dirigido por Antonio de Zulueta fueron los dos principales centros de la junta en investigación genética. Su primera sede fue la Escuela de Veterinaria de Santiago de Compostela, dirigida por Cruz Gallástegui. La Misión permaneció en Compostela hasta 1926, cuando desapareció la Escuela de Veterinaria. En 1927 la Diputación de Pontevedra le ofreció un nuevo local a la Misión Biológica, que se traslada primero a Campolongo y más adelante al pazo que fue del arzobispo Malvar en  Salcedo, donde permaneció hasta hoy.
El edificio original de la propiedad era el pazo de Gandarón, que contaba al comienzo con un hórreo, un palomar, dos miradores y varios graneros y cuadras. Para adaptarlo a su nuevo uso, el edificio sufrió reformas que lo transformaron en oficinas y laboratorios. Posteriormente se construyeron naves destinadas para la cría de cerdos, que más adelante fueron reconvertidas en laboratorios y oficinas.
- Parcela. Consta de doce hectáreas, de las que diez son cultivables. Está dividida en lotes cuya división y denominación obedecen a su uso original. En uno de ellos se conserva un bosque autóctono y otros están dedicados a jardines, en los que destaca la colección de camelias. En la parcela hay varias construcciones, entre las que destacan un cenador, un estanque y diversos conjuntos de mesas y bancos de una piedra. Se conservan también un hórreo y un lagar.
- Pazo de la Carballeira de Gandarón. Fue construido por el arzobispo Sebastián Malvar la finales del siglo XVIII cómo residencia familiar.
- Edificio Miguel Odriozola. Fue construido en la década de 1940 para la cría de cerdos, dentro de una línea de investigación sobre genética animal iniciada por Miguel Odriozola en la anterior década. Al terminar esta investigación en 1987, se decidió la remodelación del edificio, que fue realizada entre 2002 y 2003 por el arquitecto Mauro Lomba.
- Edificio Cruz Gallástegui. Fue construido en la década de 1960 por el arquitecto Alejandro de la Sota Martínez, siendo la primera obra de este arquitecto. Su construcción tenía por objeto albergar las oficinas que hasta el momento estaban en el pazo. El edificio fue ocupado en 1969.

El objetivo general de la Misión Biológica es desarrollar material genético para la agricultura que tenga menores necesidades de abonado y arroyo, que sea tolerante al estrés biótico y abiótico y que tenga mayor calidad. Paralelamente se intenta profundizar en el conocimiento de aquellos procesos genéticos que intervienen en la adaptación y en la evolución, en la resistencia al estrés y en la calidad de las especies vegetales cultivadas.